# Javier Campos Moreno
Javier Campos Moreno (spanisch Javier Campos Moreno; * 6. März 1959 in Santiago de Chile) ist ein chilenischer Schachspieler.
Die chilenische Einzelmeisterschaft konnte er zweimal gewinnen: 1979 und 1980. Er spielte für Chile bei fünf Schacholympiaden: 1980, 1982, 1992, 1994 und 2010.
In der spanischen höchsten Liga spielte er für CA Centelles, C Penya d'Escacs Cerdanyola und CE Vulcà Barcelona.
| Die zur Anzeige dieser Grafik verwendete Erweiterung wurde dauerhaft deaktiviert. Wir arbeiten aktuell daran, diese und weitere betroffene Grafiken auf ein neues Format umzustellen. (Mehr dazu) |